# Cyrtandra horizontalis
Cyrtandra horizontalis är en tvåhjärtbladig växtart som beskrevs av Brian Laurence Burtt. Cyrtandra horizontalis ingår i släktet Cyrtandra och familjen Gesneriaceae. Inga underarter finns listade i Catalogue of Life.